# Берлянд Олександр Семенович
,
Б́ерлянд Олександр Семенович (27 (15) вересня 1890, Зіньків, Подільська губернія, Російська імперія — 27 березня 1955, Київ, УРСР) — український лікар і дослідник у галузі медицини. Доктор медичних наук (1935), професор (1935)
Навчався на медичному факультеті київського Університету святого Володимира, який закінчив 1917 року.
З 1930 року працював асистентом Київського медичного інституту (КМІ). 1932 року здобув ступінь приват-доцента. У 1938—1939 роках завідував кафедрою терапії санітарно-гігієнічного факультету КМІ.
У 1939—1941 роках завідував кафедрою діагностики внутрішніх хвороб 2-го Київського державного медичного інституту. У 1941—1944 роках завідував кафедрою терапії Інституту удосконалення лікарів, що працював у евакуації в Ташкенті.
У 1944—1946 роках був професором кафедри пропедевтики КМІ. У 1946—1955 роках працював завідувачем кафедри терапії № 1 Київського інституту вдосконалення лікарів.
Переслідувався під час антиєврейської кампанії в СРСР та «Справи лікарів», через що не був обраний членом-кореспондентом АН УРСР та не здобув звання Заслуженого діяча науки УРСР.
Приятелював та листувався з письменником Юрієм Яновським, був його особистим лікарем.

## Наукові праці
- Берлянд, А. С. (1927). Изба-читальня и санитарное просвещение. М.: Изд-во Наркомздрава РСФСР.
- Берлянд А.С. Алкоголизм в художественной литературе. Хрестоматия. М.; 1930
- До питання про есенціяльну тромбопенію // Збірник пам'яті академіка Теофіла Гавриловича Яновського К., 1930
- Берлянд, А. С. (1935). Охрана материнства и младенчества в Стране Советов. М.
- Про функциональную диагностику сердечно-жильной системы. К., 1933
- Клиническая диагностика. К.; Х., 1946
- Пороки сердца. К., 1948
- О роли подпочечников в патогенезе гипертонической болезни // Врачебное дело. 1949. № 7
- О пониженном кровяном давлении у туберкулезных больных // Врачебное дело. 1950. № 5
- Хронические неспецифические пневмонии // Врачебное дело. 1954. № 6.
- Берлянд, А. С. (1955). Экспертиза временной нетрудоспособности. Библиотека практического врача
- Берлянд, А. С. (1957). Первая помощь в несчастных случаях и при внезапных заболеваниях. М.: Медгиз.